# 欧洛斯·安娜
欧洛斯·安娜（匈牙利語：Olasz Anna，1993年11月19日—）生于塞格德，是一名匈牙利女子游泳运动员，主攻自由泳。她最主要参加公开水域游泳比赛，同时也有参加泳池的比赛。她于2013年9月进入亚利桑那州立大学，大学就读期间代表该校校队参加校际比赛。欧洛斯在2015年世界游泳锦标赛女子10公里公开水域项目上获得第11名，原本以一个名次之差无缘2016年里约奥运资格，后来国际游泳联合会剥夺了在该赛事中获得前10名的俄罗斯选手Anastasiya Krapyvina的参赛资格，令欧洛斯得以递补获得奥运资格，尽管Krapyvina后来重获资格，欧洛斯的资格仍然获保留。最终她在奥运正赛上获得第14名。